# Selliguea albopes
Selliguea albopes är en stensöteväxtart som först beskrevs av Carl Frederik Albert Christensen och Ching, och fick sitt nu gällande namn av S.G.Lu, Hovenkamp och M.G.Gilbert. Selliguea albopes ingår i släktet Selliguea och familjen Polypodiaceae. Inga underarter finns listade.